# Herrschaft Heudorf
Die Herrschaft Heudorf war eine Herrschaft mit Sitz auf Schloss Heudorf in Heudorf am Bussen, heute ein Ortsteil der Gemeinde Dürmentingen im Landkreis Biberach in Baden-Württemberg.

## Geschichte der Herrschaft

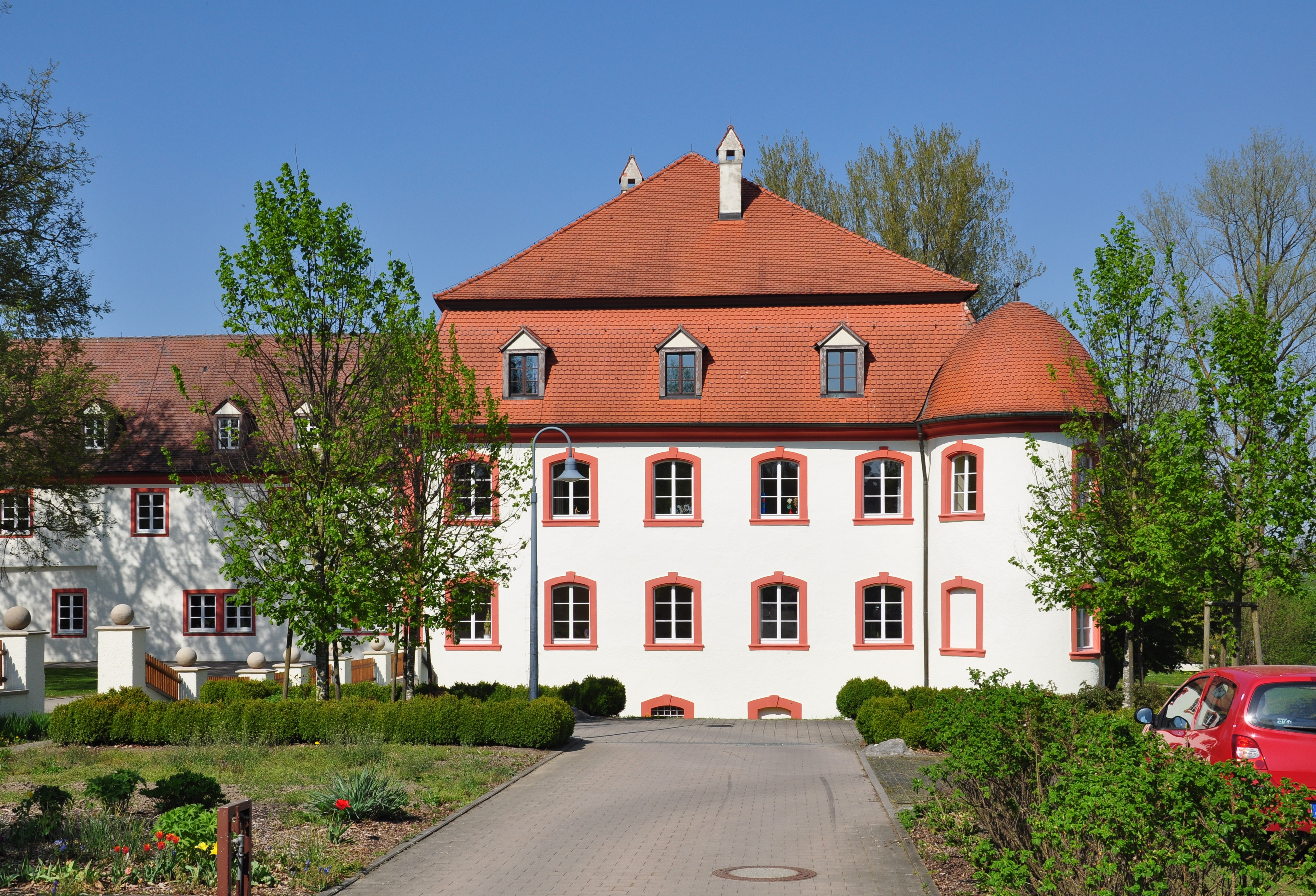
Schloss Heudorf

Um 1300 werden vier Güter zu Heudorf in einem habsburgischen Urbar genannt, welche von den Grafen von Veringen gekauft und Hermann von Hornstein als Leibgeding überlassen worden waren. 1471 wurden Schloss und Dorf von den Herren von Hornstein-Hertenstein an Hans von Stotzingen d. Ä. zu Tissen verkauft. Die Reichsfreiherren von Stotzingen hatten ab 1540 auch das Recht auf ein Hochgericht mit Stock und Galgen sowie die Belehnung mit dem Blutbann. 1562 erlangten sie Freiheit von fremden Gerichten sowie das Recht auf Errichtung eigener Mühlen, Weiher, Badstuben und Tafernen innerhalb ihrer Gerichtsgrenzen. 
Österreich setzte in der frühen Neuzeit seine Lehenshoheit über die Grundherrschaft durch. Im Jahr 1790 verkauften die Herren von Stotzingen die Herrschaft an die Fürsten von Thurn und Taxis. Im Rahmen der Mediatisierung im Jahr 1806 kam die Herrschaft Heudorf unter die Landeshoheit des Königreichs Württemberg.

## Schloss Heudorf
Unter Wilhelm von Stotzingen wurde 1536 das Schloss neu gebaut. 
Zwischen 1854 und 1920 wurde das für die Thurn und Taxis´schen Wälder zuständige Forstamt von Buchau nach Schloss Heudorf verlegt. Danach richteten die ehrwürdigen Schwestern des hl. Vinzenz die erste Bildungs- und Erziehungsanstalt im Schloss ein. 1932 fanden die in Spanien vertriebenen Claretiner Patres eine neue Heimat und betrieben, wie die ehrwürdigen Schwestern zuvor, die zum Schloss gehörende Landwirtschaft. Zwischen 1938 und 1943 kehrte nochmals das Thurn- und Taxis´sche Forstamt nach Heudorf zurück. In den letzten Kriegsjahren von 1943 bis 1945 beherbergte das Schloss eine Begabtenaufbauschule. Nach dem Zusammenbruch des Deutschen Reichs bezogen polnische Fremdarbeiter im Schloss ihr Quartier; teilweise bewohnten bis zu 300 Personen das Schloss. Der Versuch, ein Hotelgewerbe mit Reitschule und Tierschau rentabel zu betreiben (1953–1956), scheiterte. 1956 verkauften die Fürsten von Thurn und Taxis das Schloss in ruiniertem Zustand für 70.000 DM an die Immakulata-Schwestern vom Kloster Brandenburg, die hier eine Hilfsschule für lernbehinderte Kinder mit angegliederter Edith-Stein-Schule einrichteten. Die landwirtschaftlichen Flächen blieben zuerst noch beim Hause Thurn und Taxis und wurden erst später an hiesige Bauern verkauft. 